# Tesoro della Corona d'Italia

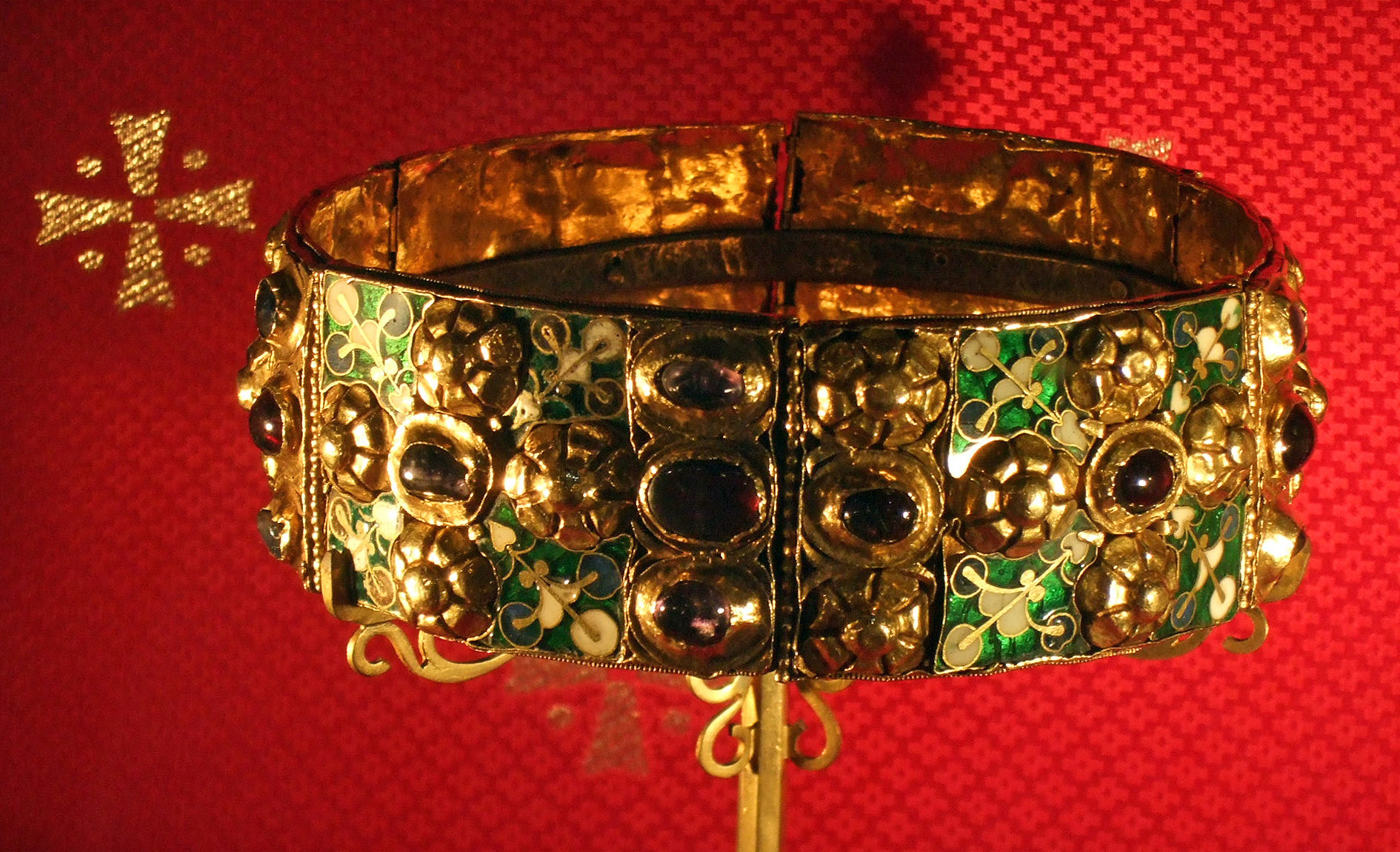
La Corona ferrea, utilizzata come corona ufficiale del Regno d'Italia dalla sua costituzione nel 1861, venne da sempre considerata il primo tra i gioielli della Corona d'Italia, anche se non venne mai utilizzata in cerimonie d'incoronazione

Il tesoro della Corona d'Italia è il complesso dei preziosi che erano dati “in dotazione” ai re per l'adempimento delle loro funzioni come sovrani del Regno d'Italia, in base a quanto stabilito nello Statuto Albertino del 1848 (in esecuzione del quale fu emanata la Regia legge 16 marzo 1850, n. 1004, concernente: “Dotazione del Re e condizioni di godimento dei beni costituenti la dotazione della Corona”).

## Descrizione
I gioielli della corona d'Italia comprendono pezzi d'alta gioielleria italiana e straniera fatti realizzare in gran parte sotto il regno di Umberto I; comprendono inoltre molti pezzi provenienti dalla collezione reale del Regno di Sardegna (di cui Vittorio Emanuele II di Savoia era originariamente re) e altri precedenti.
Sono:
- gioielli ufficiali, che comprendono quelli in uso al Re e alla Regina di Sardegna prima e ai sovrani d'Italia poi;
- gioielli privati, che comprendono i gioielli di uso quotidiano dei membri della famiglia reale;
- gioielli del santuario di Oropa, che comprendono i doni effettuati da Casa Savoia al santuario di Oropa, il maggiore santuario mariano del Piemonte, per decorare la chiesa, altari o statue sacre.

## Gioielli ufficiali

La perduta corona del Regno di Sardegna, che oggi rimane come simbolo araldico nello stemma di Casa Savoia

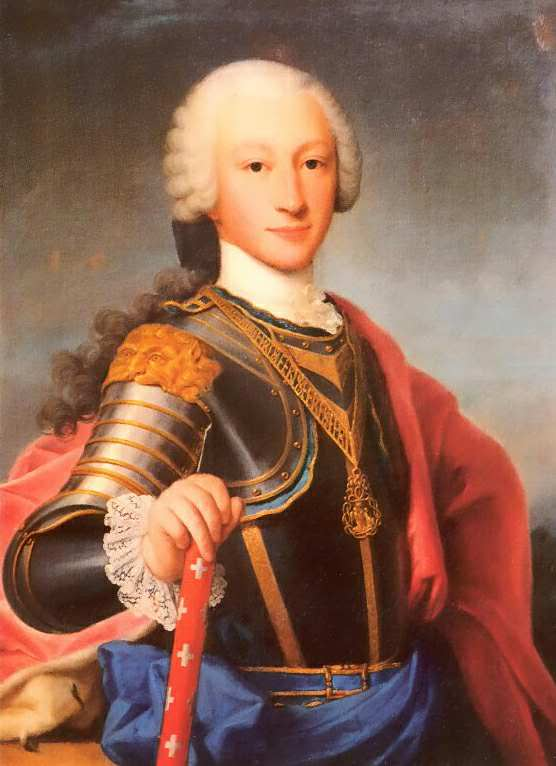
Vittorio Amedeo III di Savoia: il giovane sovrano indossa il collare dell'Ordine della Santissima Annunziata e tiene tra le mani il bastone da comandante che sostituì il tradizionale scettro nel Settecento

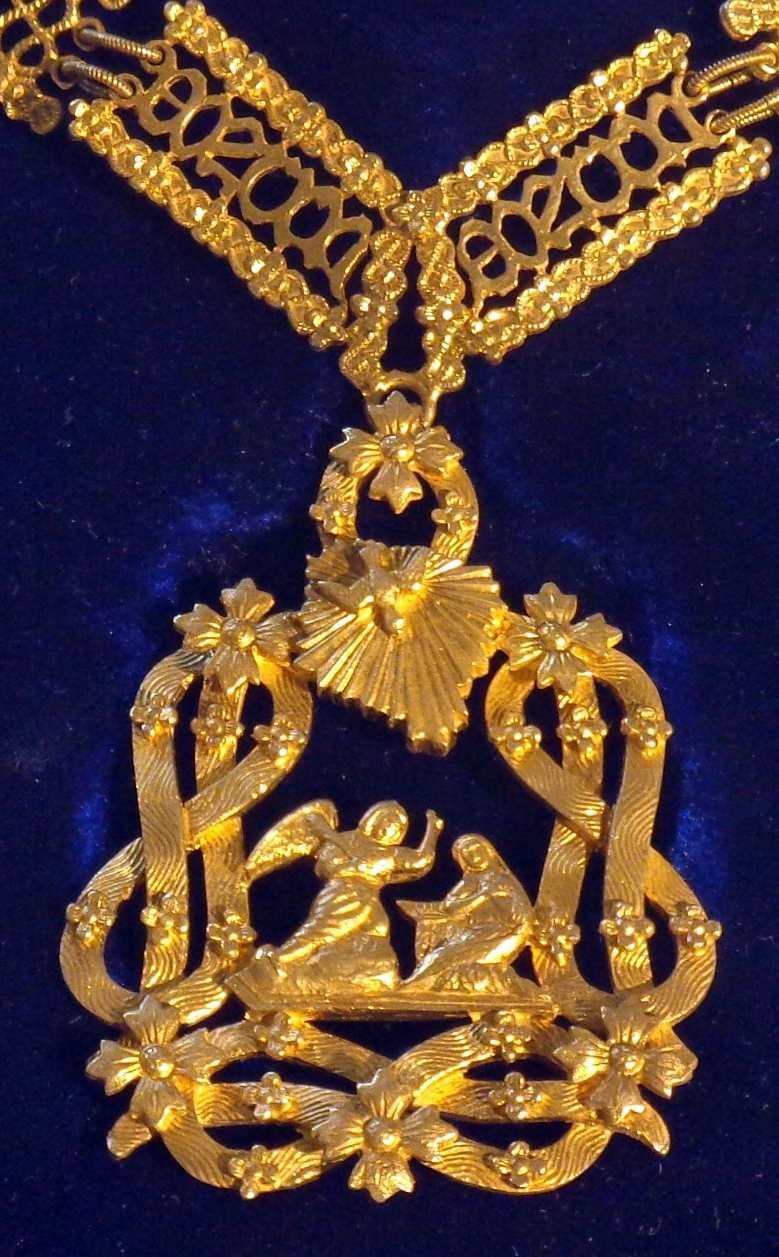
Collare dell'Ordine supremo della Santissima Annunziata

I gioielli ufficiali erano i propriamente detti "Gioielli della Corona d'Italia", ovvero quel patrimonio di regalie ufficiali che venivano utilizzate dal re e dalla regina di Sardegna prima e d'Italia poi nelle occasioni solenni. Alcuni di questi pezzi sono andati distrutti o persi nel corso dei secoli. Tra i pezzi di maggiori rilievo ricordiamo:
- La Corona ferrea, utilizzata come corona reale del Regno d'Italia perché legata sacramentalmente al territorio della penisola e perché già utilizzata in passato dagli imperatori del Sacro Romano Impero  per essere incoronati come re d'Italia nel medioevo. Essa venne inoltre usata anche da Napoleone nel suo regno sull'Italia settentrionale e in seguito da tutti i re del Regno Lombardo-Veneto. Quando Vittorio Emanuele II unificò l'Italia, essa venne assunta come corona reale con l'obbligo però di non rimuoverla dal duomo di Monza, dove veniva custodita da secoli e dove ancora oggi si trova. La corona è uno dei pezzi più importanti al mondo in fatto di corone, non solo per la fabbricazione risalente al IV-V secolo, ma anche perché reliquia cristiana in quanto una nota del Cerimoniale Romano del 1159 indica che la Corona ferrea prende il nome da "quod laminam quondam habet in summitate", affermando che il ferro era in passato sopra la corona, forse come un arco, come in altre corone del tempo, e non al suo interno, come si è sostenuto per anni confondendo il presunto chiodo con la lamina interna che tiene unite le lastre (la lamina in questione, infatti, non è di ferro ma d'argento). In realtà il gioiello non fece mai effettivamente parte della collezione dei gioielli di Casa Savoia, ma rappresentò un simbolo della nazione italiana unita e non venne mai utilizzato durante le incoronazioni dei re d'Italia.

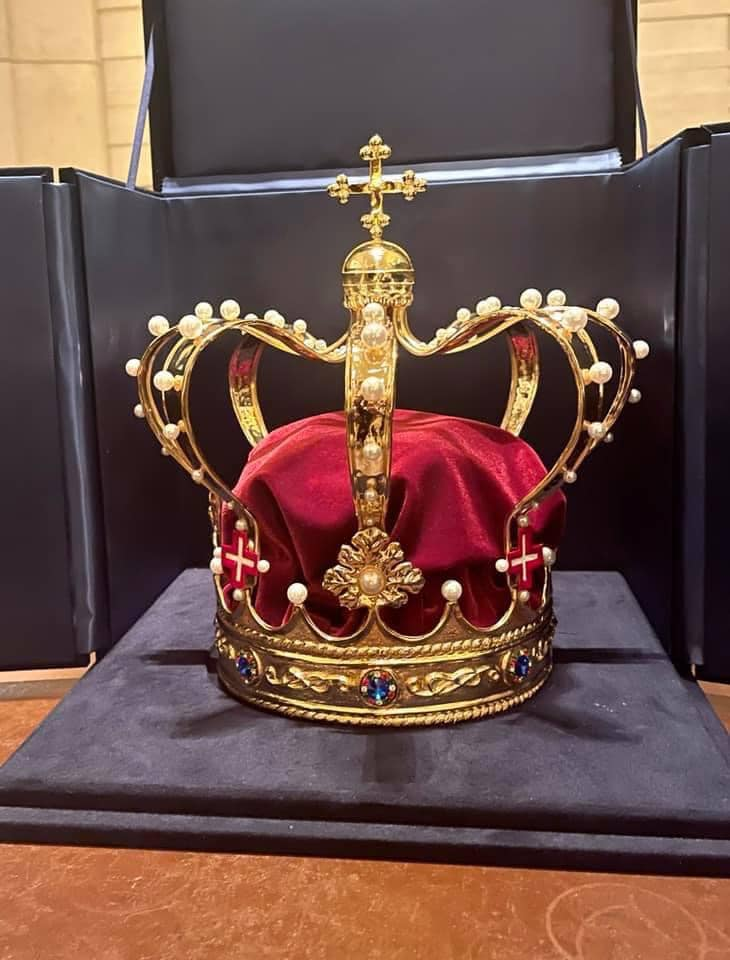
La copia della Corona d'Italia e di Sardegna conservata alla Villa Reale di Monza

- La corona del Regno di Sardegna fu fatta costruire nel Settecento e rappresentava il simbolo politico del potere regale nel regno di Sardegna. La corona era realizzata in oro, diamanti, perle e pietre preziose, ed era ricoperta di velluto rosso. Essa era caratterizzata dalla base in oro decorata a nodi di Savoia e alla sommità era sormontata da una croce di San Maurizio, che si rifaceva all'omonimo ordine cavalleresco di collazione sabauda. Utilizzata per l'incoronazione di Vittorio Amedeo III di Savoia, venne trafugata come bottino di guerra nel 1795, durante l'invasione francese del Piemonte; trasportata a Rotterdam, venne smontata e i suoi materiali fusi o venduti separatamente. Successivamente la corona continuò a essere utilizzata simbolicamente nei ritratti dei re sabaudi e nei loro stemmi, anche se nessuno di loro ne fece realizzare una nuova copia.[1] Con regio decreto del 1890 furono disciplinati armi e titoli della Casa reale italiana e venne prevista la presenza di una corona di stato, anche in quel caso mai realizzata. Nel 2017, in occasione della traslazione della salma di Vittorio Emanuele III al santuario di Vicoforte, venne realizzata, sul modello settecentesco e nel rispetto della disciplina araldica di cui sopra, una corona che venne posta simbolicamente sul letto di duolo durante la cerimonia.[2]
- La corona del Ducato di Savoia fu fatta realizzare nel Seicento forse da Carlo Emanuele II di Savoia per la propria incoronazione a Duca di Savoia. Essa fu alla base del modello della successiva corona reale del Regno di Sardegna ed era realizzata in oro e pietre preziose, costituita da una base a fioroni chiusa da velluto rosso e sormontata da due soli archetti, così come appare nello stemma della famiglia dell'epoca. Di essa non si hanno più tracce e probabilmente venne smontata per la costruzione della corona reale nel 1720.
- Lo scettro di Savoia era realizzato in oro e pietre preziose, e terminante con una croce. Non si conosce la data precisa della sua realizzazione, anche perché esso compare unicamente in un ritratto di Carlo Emanuele II di Savoia. Dalla proclamazione del regno di Sardegna nel 1720 si perdono completamente le sue tracce e viene sostituito dal bastone di comandante militare.
- Il bastone da comandante era di fattura simile ai bastoni dei marescialli di campo francesi e imperiali dell'epoca e venne realizzato nel Settecento. Esso consisteva in un tubo d'argento ricoperto di velluto rosso, con incise in bianco delle croci di Savoia. Il bastone era chiuso alle estremità da cappucci in oro.
- Il collare dell'Ordine supremo della Santissima Annunziata era l'insegna che il duca di Savoia portava in quanto capo dell'Ordine supremo della Santissima Annunziata. È realizzato in oro, formato da quattordici maglie alte 3 centimetri, dentro ognuna delle quali vi sono le ultime due e le prime due lettere del motto FERT serrate da un nodo sabaudo, chiuso e smaltato di bianco e di rosso. Le maglie sono fra loro separate da quattordici rose d'oro, alternativamente smaltate sette di bianco e sette di rosso. Dal collare, al centro, scende un pendente in oro pieno, del diametro di 4,2 centimetri e sospeso da tre catenelle, racchiuso da tre nodi sabaudi e con, nel mezzo, l'immagine della Santissima Annunziata ornata con smalti bianchi, rossi e blu.

## Gioielli privati

La duchessa d'Aosta con il suo diadema sul capo

Umberto II e Maria José nel giorno delle nozze, con indosso alcuni gioielli regali

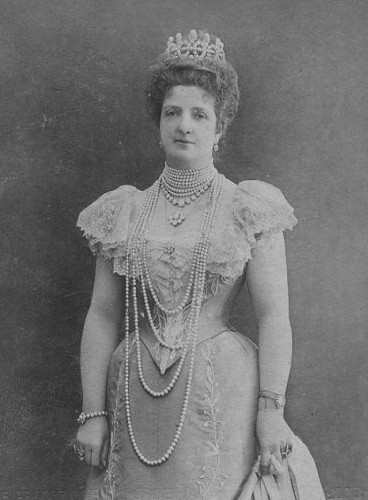
La Regina Margherita di Savoia con la sua lunghissima collana di perle al collo

La collezione reale dei gioielli dei Savoia comprendeva anche un gran numero di gioielli di uso quotidiano (detti per questo privati) che venivano utilizzati dai membri della famiglia reale italiana. Tra i pezzi di maggior rilievo vi sono:
- Il diadema della duchessa d'Aosta, è un diadema in oro, argento e diamanti realizzato nel 1895, dalla gioielleria Musy di Torino, in occasione delle nozze di Elena d'Orléans con il duca Emanuele Filiberto di Savoia-Aosta. La corona subì delle modifiche perché alcune parti di essa vennero vendute e oggi rimane solo la parte frontale che veniva fermata sul capo con un apposito fermaglio a incastro tra i capelli. La base del diadema è costituita da un motivo a nodi di Savoia mentre tutto il gioiello è integralmente tempestato di diamanti.
- Il diadema in diamanti fu un gioiello appartenuto a una delle dame di corte della regina Margherita, che alla propria morte decise di farne dono alla regina. Esso è contraddistinto da un motivo con tre grandi fiori visibili sul fronte in oro, argento e diamanti. Il diadema ha la particolarità che i tre grandi fiori possono essere smontati dalla corona e usati singolarmente come spille.
- Il diadema a fiori venne realizzato all'inizio dell'Ottocento e anche questo gioiello, come il precedente, è realizzato in oro, argento e diamanti ed è completamente scomponibile. Da esso si possono ricavare quattro spille e un paio di orecchini da utilizzare singolarmente.
- La collana della regina Margherita, composta da un totale di 684 perle, appartenuta alla regina Margherita. Tale collana venne poi divisa dalla nuora Elena per donarla agli altri componenti della famiglia reale.
- Il pendente con il simbolo della Croce Rossa Italiana appartenne alla duchessa d'Aosta, Elena d'Orléans, che per anni fu Ispettrice Generale della Croce Rossa Italiana. Il pendente è un gioiello realizzato in platino, diamanti e rubini e venne con tutta probabilità realizzato all'inizio della prima guerra mondiale, quando la duchessa iniziò la sua attività assistenziale. Il pendente è un medaglione circolare avente al centro il simbolo della Croce Rossa Italiana realizzato con rubini squadrati e circondato da diamanti.
- Il braccialetto della regina Maria Teresa venne fatto realizzare su commissione della regina Maria Teresa d'Asburgo-Toscana nel 1830 dal gioielliere Jean-François Bautte di Ginevra, consiste in un braccialetto con nastro in pelle riportante nella parte superiore un grande medaglione a forma di cuore realizzato in smalti opachi colorati, sormontato a sua volta da una corona reale e avente in centro due miniature raffiguranti i ritratti dei suoi due figli, Vittorio Emanuele e Ferdinando con le loro iniziali, "V" e "F".
- Il bracciale di nozze della regina Maria Adelaide fu uno dei regali del re Carlo Alberto di Savoia a Maria Adelaide d'Asburgo-Lorena, futura moglie di suo figlio Vittorio Emanuele II di Savoia, in occasione del loro fidanzamento ufficiale. Esso è composto da un bracciale in oro, argento e diamanti con motivi a rosoni, realizzato nel 1841 e avente nel rosone centrale uno scompartimento apribile da dietro nel quale si trovava in origine la miniatura di Vittorio Emanuele II. Nel 1855, alla morte di Maria Adelaide, ella lasciò il bracciale in eredità al nipote Umberto, che ne fece dono poi alla sua fidanzata Margherita, facendo sostituire il ritratto del padre con il proprio. Successivamente il bracciale passò al nipote di Umberto, Umberto, principe di Piemonte, che lo donò alla moglie Maria José del Belgio, sostituendo anche in questo caso la miniatura del nonno con la propria.
- L'anello con lo stemma di Casa Savoia è un anello realizzato in oro con al centro un grande zaffiro che reca inciso lo stemma di Casa Savoia. Il gioiello venne realizzato negli anni venti del XX secolo per conto di Umberto, principe di Piemonte e passò in seguito al ramo dei Savoia-Aosta.
- L'anello con la perla nera è un anello che venne donato dall'allora primo ministro Benito Mussolini a Irene di Grecia in occasione delle sue nozze con Aimone di Savoia-Aosta, duca di Spoleto, avvenute a Firenze il 1º luglio 1939. L'anello è composto da una struttura d'argento che sostiene una perla che, nonostante il nome tradizionale del gioiello, è di colore rosa scuro.
- Gli orecchini pendenti per il diadema della regina furono un paio di orecchini commissionati da Umberto, principe di Piemonte nel 1930 per la fidanzata Maria José del Belgio da portarsi il giorno delle nozze abbinati al diadema reale. Essi sono composti da una struttura a piccoli fiori in oro, argento e diamanti aventi al centro due diamanti a pendente che potevano essere sostituiti per l'occasione con due perle della medesima grandezza.
- La spilla delle dame di corte della duchessa di Pistoia venne realizzata come modello nel 1928 dalla ditta Musy di Torino e predisposta come obbligatoria per tutte le dame di corte della principessa Lydia d’Arenberg, avente il titolo di duchessa di Pistoia, in quanto moglie di Filiberto di Savoia-Genova. Il gioiello consiste in una composizione di argento e diamanti raffigurante una "L" corsiva inscritta in un cerchio realizzato con nodi di Savoia intrecciati tra loro e sormontata inoltre dalla corona ducale. L'oggetto veniva portato appuntato a mo' di spilla sulla spalla sinistra ed è accompagnato da un nastro azzurro.
- La spilla dei gentiluomini di corte della duchessa di Pistoia venne realizzata come modello nel 1928 dalla ditta Musy di Torino e predisposta come obbligatoria per i gentiluomini di corte della principessa Lydia d'Arenberg. Il gioiello consiste in una spilla ovale da portarsi sul bavero della giacca avente uno sfondo smaltato di blu sul quale si trovava raffigurata una "L" corsiva inscritta all'interno di un cerchio realizzato con piccoli diamanti e sormontata dalla corona ducale.
- La spilla coi nodi di Savoia fu un dono commissionato da Umberto, principe di Piemonte per la promessa sposa Maria José del Belgio da utilizzare il giorno delle loro nozze. Il gioiello consisteva in una spilla composta di nodi di Savoia che si presentava come smontabile e all'occasione poteva costituire due spille a nodi separati e una a barretta.
- La bomboniera in argento e smalti fu realizzata in occasione delle nozze di Umberto, principe di Piemonte e della principessa Maria José del Belgio. La scatola è completamente in argento e smalti e riporta nella parte superiore gli stemmi del Regno d'Italia e del Regno del Belgio accollati, circondati tutt'intorno da nodi di Savoia intrecciati tra loro e da fiori arancio in argento su sfondo smaltato di blu. Il bordo del coperchio, decorato con un motivo a nodi sabaudi, riporta sul retro la data delle nozze "Roma, 8 gennaio 1930".

### Storia
Attualmente i gioielli di uso quotidiano - per un totale "di 6.732 brillanti e 2 mila perle di diverse misure montati su collier, orecchini, diademi e spille varie" - si trovano in un caveau della Banca d'Italia, precisamente in un cofanetto a tre ripiani in pelle di colore nero, con una fodera in velluto azzurro. 
Vi sono varie ricostruzioni sulla collocazione dei tesoro tra gli anni 1943 e 1945, da quelle che vedono il futuro Umberto II affidare il tesoro prima a Amedeo di Savoia-Aosta il 6 dicembre 1943, ma sembra inverosimile in quanto i reali dopo la fuga da Roma l'8 settembre 1943 si trovavano nel meridione e la capitale era saldamente in mano tedesca dopo essere stata abbandonata. 
Un'altra versione vede il re Vittorio Emanuele III di Savoia, il 6 settembre 1943 durante i preparativi alla fuga, incaricare Livio Annesi, direttore capo della Ragioneria del Ministero della Casa Reale, di mettere al sicuro il tesoro reale, trasferendolo dal Palazzo del Quirinale alla Banca d'Italia. Il 23 settembre, il comandante dei corazzieri Ernesto De Sanctis sarebbe stato incaricato di trasferire nuovamente il tesoro per poi essere sotterrato da Livio Annesi e Vitale di San Marco in un cunicolo sotto il Quirinale che collegava lo stesso Palazzo con Palazzo Barberini. Sempre secondo questa ricostruzione il tesoro venne recuperato dopo la liberazione alleata del 4-5 giugno 1944, anche questa ricostruzione se pur per certi versi più verosimile lascia parecchi dubbi, specialmente tenendo conto del totale controllo tedesco della Capitale occupata.
Il 5 giugno 1946 il Presidente del Consiglio Alcide de Gasperi richiede a Umberto II il trasferimento del Tesoro della Corona conservata nella cassaforte n. 3 del Quirinale alla Banca d'Italia, la richiesta avviene in quanto i beni che componevano la dotazione della Corona erano annoverati dalla legislazione del Regno nella categoria dei beni non disponibili dello Stato, appartenenti quindi allo Stato e assegnati al re per l'adempimento delle sue funzioni, posti cioè al servizio dell'ufficio del sovrano, non della sua persona. Una distinzione prevista dallo Statuto Albertino e da due successive norme, una del 1850 e una del 1905.
Il verbale di consegna in carta da bollo da 12 lire fatto pervenire come richiesto a de Gasperi così recita: "L'anno del 1946, il 5 giugno, alle ore 17 nei locali della Banca d'Italia, via Nazionale n. 91 si è presentato il signor avvocato Falcone Lucifero, nella sua qualità di reggente il Ministero della Real Casa con l'assistenza del Grand'Ufficiale Livio Annesi direttore capo della Ragioneria del Ministero suddetto. L'avvocato Falcone Lucifero dichiara di aver ricevuto incarico da sua maestà re Umberto II di affidare in custodia alla cassa centrale della Banca d'Italia per essere tenuti a disposizione di chi di diritto gli oggetti preziosi che rappresentano le cosiddette 'gioie di dotazione della Corona del Regno', che risultano descritti nell'inventario tenuto presso il ministero della Real Casa e che qui di seguito si trascrivono". I fatti sono confermati dallo stesso Luigi Einaudi, all'epoca Governatore della Banca d'Italia.
La confisca, scattata nel dopoguerra su quasi tutto il patrimonio dei Savoia (beni mobili e immobili), però, non è mai stata esercitata sulla parte del tesoro, consistente nei gioielli di uso quotidiano dei membri della famiglia reale: «per un lungo periodo il cofanetto custodito in via Nazionale è stato sottoposto anche a un vincolo della Procura della Repubblica di Roma: per un’eventuale apertura serviva il via libera dei giudici. Nel 2002 questo vincolo è stato rimosso».